# Moto Guzzi Chiù
Die Moto Guzzi Chiù [kju] (Moto Guzzi Robin im nordamerikanischen Markt) ist ein Moped mit Zweitaktmotor des italienischen Herstellers Moto Guzzi, das von 1974 bis 1978 als Nachfolgemodell der Trotter in Mandello del Lario gebaut wurde. Die Modellbezeichnung bezieht sich auf einen der gängigsten italienischen Namen der Zwergohreule (Vogel).

## Geschichte
1973 übernahm Alejandro de Tomaso die SEIMM Moto Guzzi S.p.A., wie der Hersteller seit der Insolvenz zum Jahresanfang 1967 firmierte, über sein Unternehmen De Tomaso S.p.A. Seit 1971 hielt er auch 75 % der Anteile an Benelli und fühlte sich dieser Marke mehr verbunden als Moto Guzzi. Er konzentrierte sich bei Benelli auf Mehrzylinder-Viertaktmotoren und führte eine Modellpalette von Leichtkrafträdern, Mopeds und Mofas mit kleinen Zweitaktmotoren ein, wofür die Nachfrage im europäischen Markt seit Beginn der 1960er Jahre stets gestiegen und Anfang der 1970er sehr hoch war. Er sah für die neuen großen Zweizylinder-Modelle von Moto Guzzi wenig Zukunft und begrenzte dazu die Ressourcen für die technische Entwicklung. Ansonsten war sein Einfluss auf die existierenden Guzzi-Modelle anfangs relativ begrenzt.
Die im Heimatmarkt Italien erfolgreiche Moto Guzzi Trotter war ab der großen Überarbeitung Ende 1969 in zwei Varianten angeboten: Trotter Special, mit am vorderen Rahmenrohr quer hängendem Tank und starrem Rahmen am Heck, und Trotter Mark, mit in den Rahmen integriertem Tank und Hinterradfederung. Beide Varianten waren wahlweise mit fester Übersetzung (Ein-Gang-Getriebe, „M“ für monomarcia) oder mit einem stufenlosen Getriebe („V“ für variatore) erhältlich. Die Chiù als Nachfolgemodell ab 1974 basiert weitgehend auf der Trotter Mark M, ist somit noch ein in Mandello konstruiertes Moto-Guzzi-Modell, allerdings mit einem neu entwickelten Benelli-Motor.
Das im nordamerikanischen Markt erhältliche Modell Robin ist im Wesentlichen identisch. Unterschiedlich ausgeführt sind z. B. die Motorverkleidung aus Blech statt Kunststoff und das von den damaligen großen Moto-Guzzi-Motorrädern übernommene Schlusslicht.
Die Produktion wurde 1978 eingestellt, Nachfolgemodell ist die G2 (für „Gentlemen 2“), ein auch unter der Marke Moto Guzzi vertriebenes Moped der damaligen Konzernschwester Benelli.

## Technik

### Antrieb
Im Unterschied zum Vorgängermodell Trotter Mark hat die Chiù einen neuen fahrtwindgekühlten Einzylinder-Zweitaktmotor von Benelli. Er hat einen Hubraum von 49 cm³. Das Gemisch wird von einem Dell’Orto-Vergaser vom Typ SHA14/9 gebildet. Der Zylinder liegt waagerecht, Vergaser und Luftfilterdose sind direkt oberhalb am Zylinder angeflanscht und durch einen verchromten Stahlbügel geschützt. Gestartet wird durch Treten der Pedale. Die Zündung ist eine Unterbrecher-Magnetzündung mit Schwungrad und wird über einen Drehschalter am rechten Lenkergriff ein- und ausgeschaltet.
Der Primärantrieb mit Zahnrädern hat eine feste Übersetzung, die Einscheibenkupplung im Ölbad ist automatisch, fliehkraftgesteuert.
Ein kleiner schwarzer Schalldämpfer ist unterhalb von Motor und Tretlager direkt am Zylinder angeflanscht, das Endrohr mündet vor dem Hinterrad.
Der Kraftstofftank fasst 3,3 Liter und der Benzinverbrauch beträgt gemäß Herstellerangaben 1,5 l/100 km nach CUNA. Somit ergibt sich eine theoretische Reichweite von ca. 220 km.

### Rahmen und Fahrwerk
Die Chiù hat den Pressstahl-Rahmen des zugrundeliegenden Vorgängermodells Trotter Mark. Im Unterschied zu diesem hat jedoch die Chiù vorn eine „ungedämpfte“ (durch die innere mechanische Reibung eigentlich leicht gedämpfte) Teleskopgabel anstelle der Vorderradgabel aus Tiefziehblech mit geschobener Kurzschwinge. Die Hinterradaufhängung ist wiederum mit der der Trotter Mark identisch: eine Pressstahlschwinge mit hydraulisch gedämpften Federbeinen.

### Bremsanlage
Vorne wie hinten hat die Chiù Simplex-Trommelbremsen mit öffnenden Bremsbacken, die mechanisch über Handbremshebel am Lenker (Vorderbremse rechts, Hinterbremse links) und Seilzüge betätigt werden.

### Technische Daten
| Version                     | Chiù / Robin              |
| Bauzeitraum                 | 1974–1978                 |
| Hubraum                     | 49 cm³                    |
| Bohrung × Hub               | 40 × 39 mm                |
| Verdichtung                 | 8,5 : 1                   |
| Vergaser (Dell’Orto)        | SHA14/9                   |
| Nennleistung                | 1,5 PS (1,1 kW)           |
| – bei Drehzahl              | 4400/min                  |
| Getriebe                    | 1-Gang                    |
| Radaufhängung vorn          | ungedämpfte Teleskopgabel |
| Radaufhängung hinten        | hydraulische Federbeine   |
| Radgröße vorn & hinten      | 16″ × 1,35″               |
| Reifengröße vorn & hinten   | 16″ × 2,25″               |
| Radstand                    | 1130 mm                   |
| Tankinhalt                  | 3,3 l                     |
| Verbrauch nach CUNA         | 1,5 l / 100 km            |
| Leergewicht (trocken)       | 48 kg                     |
| Höchstgeschwindigkeit (ca.) | < 40 km/h                 |

Quellen: 